# Treehouse of Horror XXIV
Treehouse of Horror XXIV é o segundo episódio da vigésima quinta temporada do seriado de animação de comédia de situação The Simpsons. O episódio foi escrito por Jeff Westbrook e exibido originalmente em 6 de outubro de 2013, pela Fox. Guillermo del Toro  foi convidado para produzir uma sequência de abertura especial para o episódio.

## Enredo

### Sequência de Abertura
A sequência de abertura do episódio é um mix de filmes e séries de terror, além de filmes do próprio Guillermo del Toro.

### Oh the Places You'll D'oh
O primeiro seguimento faz referência ao filme e conto The Cat in the Hat, e assim como no filme, Homer causa grandes confusões em Springfield, tentando ajudar Bart, Lisa, e Maggie a ganhar doces.

### Dead and Shoulders
Bart sofre um acidente com a pipa e tem sua cabeça decapitada, então para se manter vivo, tem sua cabeça ligada ao corpo de Lisa, descobrindo que também pode controlar o corpo quando Lisa estiver dormindo.

### Freaks no Geeks
Em uma Springfield de 1930, um circo misterioso chega em Springfield, reunindo as mais assustadoras criaturas, com a trapezista Marge e o "Homer-forte", mas tudo dá errado quando a aberração Moe decide ter um relacionamento a mais com Marge, tudo isso comandado por Burns, dono do circo.

## Produção

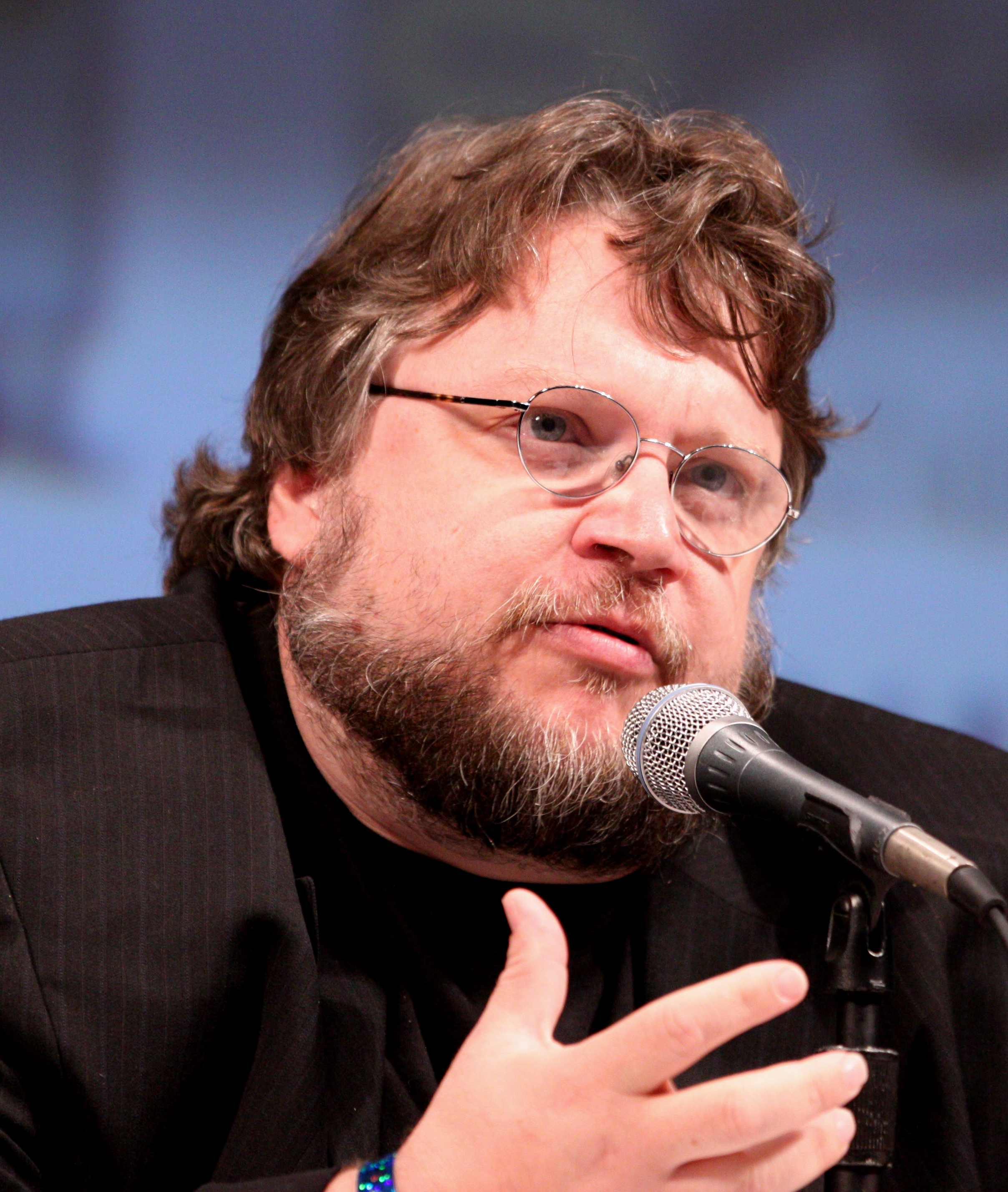
Guillermo del Toro dirigiu a sequência de abertura do episódio.

Em outubro de 2013, em uma entrevista à Entertainment Weekly, Guillermo del Toro falou sobre dirigir a abertura do episódio, dizendo:  "As aberturas dos Simpsons são tão icônicas e ainda assim elas nunca perderam importância nesse sentido que eu realmente queria aterrar qualquer tipo de conexão entre peças de conjunto [do show] e os títulos de alguns dos filmes de terror mais emblemáticos [...]"
Ele também falou sobre as referências na abertura, dizendo: "É como uma criança passando uma tarde em sua cama com sua lupa folheando a revista Mad e encontrar todas essas referências [...] Bonnie Pietila me disse: "Nós temos que ir em frente! Nós não podemos continuar adicionando e adicionando coisas."

## Recepção

### Audiência
Em sua exibição original, o episódio foi assistido por 6,42 milhões de espectadores, e recebeu 3.0 pontos de audiência na demográfica de idades 18-49, o que indica que cerca de 3 milhões de espectadores entre 18-49 anos assistiram o episódio.

### Crítica
David Hinckley, do New York Daily News, deu ao episódio três estrelas de cinco, escrevendo que "'Treehouse of Horror" continua a ser uma tradição honrosa e, se nada mais, lembra os fãs que eles não têm que esperar por South Park para obter algum bom e velho caos animado."